# Hurts 2B Human
„Hurts 2B Human“ е осмият студиен албум на американската поп изпълнителка Пинк, издаден през април 2019. Достига до първо място в класацията за албуми Билборд 200, като в САЩ са продадени 95 000 копия. От албумът са издадени общо четири сингъла „Walk Me Home“, „Can We Pretend“, „Hurts 2B Human“ и „Love Me Anyway“.

## Списък с песни

### Оригинален траклист
1. „Hustle“ – 2:55
2. „(Hey Why) Miss You Sometime“ – 3:23
3. „Walk Me Home“ – 2:59
4. „My Attic“ – 3:02
5. „90 Days“ (с Wrabel) – 3:50
6. „Hurts 2B Human“ (с Калид) – 3:22
7. „Can We Pretend“ (с Cash Cash) – 3:44
8. „Courage“ – 4:19
9. „Happy“ – 3:01
10. „We Could Have It All“ – 4:33
11. „Love Me Anyway“ (с Chris Stapleton) – 3:08
12. „Circle Game“ – 4:54
13. „The Last Song of Your Life“ – 3:53

### Японско издание
1. „More“ – 3:50